# Metta World Peace
Metta World Peace (oprindeligt Ronald William "Ron" Artest Jr. født 13. november 1979 i New York City i New York) er en amerikansk basketballspiller, der spiller som forward hos NBA-klubben New York Knicks. Han kom ind i ligaen i 1999 og har tidligere spillet for Chicago Bulls, Indiana Pacers og Sacramento Kings. Han var kendt som Ron Artest, til han i september 2011 officielt fik sit nuværende navn.
World Peace har i sin karriere været impliceret i flere kontroversielle episoder. Han blev den 19. november 2004 hovedperson i en af de største skandaler i NBA's historie, da han efter tumult på banen løb op på tribunepladserne og overfaldt en tilskuer, der efter hans mening have kastet en øl efter ham. Episoden endte med at koste ham en rekordlang karantæne på 86 kampe.
Senest er han idømt syv kampes karantæne efter at have givet OKC spilleren James Harden en albue i hovedet.
Han blev hentet til Los Angeles Lakers i 2009 for at øge chancerne for, at Lakers kunne genvinde mesterskabet. Trods at være nede med 3-2 til deres ærkerivaler Boston Celtics i NBA Finalerne i 2010 formåede Los Angeles Lakers med Kobe Bryant som styrmand at vinde de sidste to altafgørende kampe, kamp seks og syv, og genvinde mesterskabet. Selv om Kobe Bryant blev udråbt som Finals Most Valuable Player, mener mange at de ikke ville kunne have vundet kamp syv uden Metta World Peaces hjælp. Metta World Peace sluttede kampen med 20 point, fem rebounds, én assist og fem steals. Samt at han spillede flest minutter af alle Lakers spillerne.